# Chaske Spencer
Chaske Spencer (pronunciado Chess-Kay Spencer; nascido em 9 de março de 1975) é um ator americano.

## Biografia
Spencer nasceu em Tahlequah, Oklahoma e cresceu em Montana, Kooskia, Lapwai e Lewiston, Idaho. Sua hereditariedade inclui Sioux, Nez Perce, Cherokee, Creek, França e Holanda. Ele tem duas irmãs mais novas e se graduou na Clearwater Valley High School. Spencer atuou como adolescente no Lewiston Civic Theater. Ele esteve no Lewis Clark State College por um ano até desistir para prosseguir com sua carreira de ator.
Ele começou interpretando pequenos papéis e aprendendo com orientadores como David Gideon e Ed Kovens, até conseguir um papel no filme Skins, de 2002, seguido por personagens em Dreamkeeper, e vozes em Red Dead Revolver e Into the West.
Em 2009, Spencer atuou como o lobisomem/transfigurador Sam Uley no filme Lua Nova, baseado no livro de mesmo nome de Stephenie Meyer. Em 2010, ele também aparecerá na sequência do filme, Eclipse.

## Filmografia
| Ano  | Título                                 | Papel            | Notas      |
| ---- | -------------------------------------- | ---------------- | ---------- |
| 2002 | Skins                                  | Jovem Rudy       | Filme      |
| 2003 | Dreamkeeper                            | Eagle Boy        | Filme      |
| 2004 | Red Dead Revolver                      | Voz              | Vídeo game |
| 2005 | Into the West                          | Vozes That Carry | Minissérie |
| 2009 | New Moon                               | Sam Uley         | Filme      |
| 2010 | Eclipse                                | Sam Uley         | Filme      |
| 2011 | The Twilight Saga: Amanhecer - Parte I | Sam Uley         | Filme      |